# Bless the Child (film)
Bless the Child is een Amerikaans-Duitse horrorfilm uit 2000, geregisseerd door Chuck Russell. De film is gebaseerd op de gelijknamige roman uit 1993 van Cathy Cash Spellman.

## Verhaal
Op eerste kerstdag krijgt Maggie O'Connor een verrassingsbezoek in New York van haar zus Jenna, die ze al een hele tijd niet heeft gezien. Jenna is niet alleen verslaafd aan heroïne, maar heeft nu ook een kind. Er breekt een verhitte discussie uit tussen de twee vrouwen. Uiteindelijk verlaat Jenna het huis, maar zonder de kleine Cody mee terug te nemen. Maggie, die als verpleegster in een ziekenhuis werkt, wordt onverwachts voogd en krijgt een voorliefde voor het meisje. Het blijkt dat Cody autistisch is en ook ongebruikelijke vermogens lijkt te bezitten.
Enige tijd later verschijnt Jenna plotseling weer samen met haar obscure echtgenoot, Eric Stark en eist dat Maggie Cody aan haar teruggeeft. Maggie weigert standvastig, maar uiteindelijk kan ze niet voorkomen dat het meisje wordt ontvoerd. Als ze de politie om hulp vraagt, ontdekt FBI-agent John Travis, een expert op het gebied van rituele moorden, dat andere vermiste en vermoorde kinderen dezelfde verjaardag hadden als Cody. Tijdens hun onderzoek ontdekken ze een sekte, The New Dawn, geleid door duivelsaanbidder Eric. De kinderen zijn geofferd in rituele praktijken omdat ze, omdat ze onschuldig waren, niet door de test van Eric zijn gekomen. Alleen Cody is de uitverkorene en moet worden gewonnen voor de kant van het kwaad.

## Rolverdeling
| Acteur            | Personage                 |
| ----------------- | ------------------------- |
| Kim Basinger      | Maggie O'Connor           |
| Jimmy Smits       | FBI-agent John Travis     |
| Rufus Sewell      | Eric Stark                |
| Angela Bettis     | Jenna O'Connor            |
| Christina Ricci   | Cheri Post                |
| Michael Gaston    | rechercheur Frank Bugatti |
| Ian Holm          | Eerwaarde Grissom         |
| Holliston Coleman | Cody O'Connor             |

## Productie
De opnames vonden plaats in de zomer en herfst van 1999 in Toronto, Ontario. Er werden ook opnames gemaakt in Sarnia en Burlington.

## Ontvangst
Op Rotten Tomatoes heeft Bless the Child een waarde van 3% en een gemiddelde score van 3,10/10, gebaseerd op 112 recensies. Op Metacritic heeft de film een gemiddelde score van 17/100, gebaseerd op 27 recensies.

## Prijzen en nominaties
De belangrijkste:
| Jaar | Prijs                  | Categorie                           | Genomineerde(n)   | Uitslag     |
| ---- | ---------------------- | ----------------------------------- | ----------------- | ----------- |
| 2001 | Golden Raspberry Award | Slechtste actrice                   | Kim Basinger      | Genomineerd |
| 2001 | Saturn Award           | Beste jonge acteur                  | Holliston Coleman | Genomineerd |
| 2001 | Young Artist Award     | Beste actrice van 10 jaar of jonger | Holliston Coleman | Genomineerd |